# Garret Dillahunt

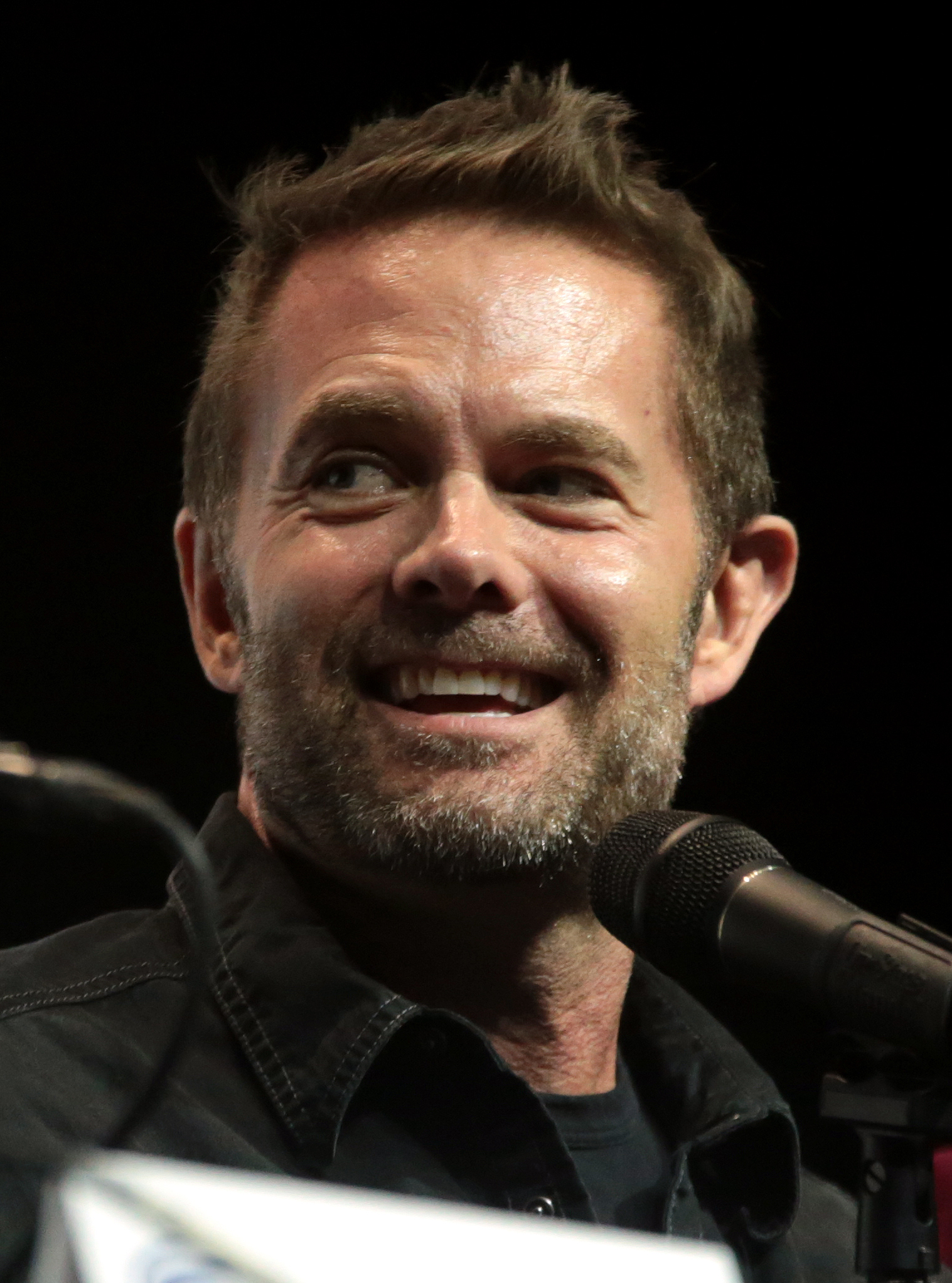
Garret Dillahunt (2018)

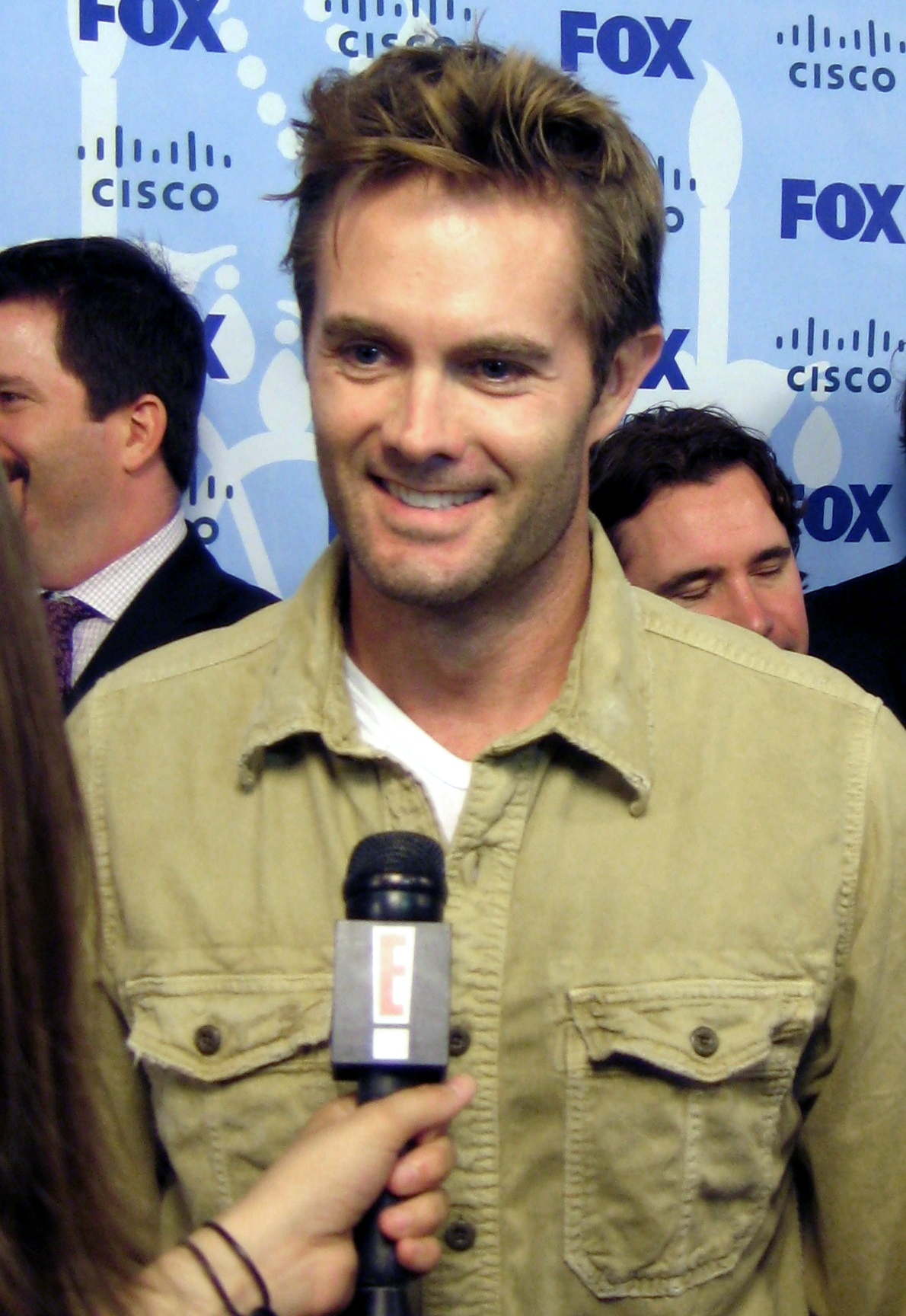
Garret Dillahunt (2008)

Garret Dillahunt (* 24. November 1964 in Alameda, Kalifornien) ist ein US-amerikanischer Film- und Theaterschauspieler.

## Leben
Dillahunt wuchs im US-Bundesstaat Washington auf und studierte an der University of Washington Journalismus. Danach zog er nach New York, wo er an der New York University Vorlesungen über Schauspiel besuchte. Dillahunt stand ab 1991 auf der Theaterbühne, ehe er 1995 in der Fernsehserie Liebe, Lüge, Leidenschaft sein Filmdebüt gab. Weitere Rollen folgten, von denen die des Matthew Ross in 4400 – Die Rückkehrer und die des Steve Curtis in Emergency Room am bekanntesten sind.
2006 stand er für die achtteilige Miniserie The Book of Daniel als Jesus von Nazaret vor der Kamera und erntete von der konservativen, römisch-katholischen Seite Tadel, da es in The Book of Daniel um die Reinkarnation Jesu in einem Milieu von Drogen und Gewalt ging. Die Serie wurde eingestellt.
In der HBO-Serie Deadwood verkörperte Dillahunt sowohl den historischen Charakter Jack McCall als auch die fiktive Figur Francis Wolcott.
Garret Dillahunt ist mit der Schauspielerin Michelle Hurd verheiratet.

## Filmografie
- 1995–1996: Liebe, Lüge, Leidenschaft (One Life to Live, Fernsehserie)
- 1996: New York Cops – NYPD Blue (NYPD Blue, Fernsehserie, Folge 4x05 Where’d the Van Gogh?)
- 1998: Akte X – Die unheimlichen Fälle des FBI (The X–Files, Fernsehserie, Folge 5x15 Travelers)
- 1998: Seven Days – Das Tor zur Zeit (Seven Days, Fernsehserie, Folge 1x03 The Gettysburg Virus)
- 1998: Millennium – Fürchte deinen Nächsten wie Dich selbst (MillenniuM, Fernsehserie, Folge 3x04 Closure)
- 2000: By Courier (Kurzfilm)
- 2001: Inside a Skinhead (The Believer)
- 2003–2009: CSI: Den Tätern auf der Spur (CSI: Crime Scene Investigation, Fernsehserie, 2 Folgen)
- 2004–2005: Deadwood (Fernsehserie, 16 Folgen)
- 2005: CSI: NY (Fernsehserie, Folge 1x23 What You See Is What You See)
- 2006: The Book of Daniel
- 2002–2006: Law & Order (Fernsehserie, 2 Folgen)
- 2005–2006: 4400 – Die Rückkehrer (The 4400, Fernsehserie, 11 Folgen)
- 2005–2006: Emergency Room – Die Notaufnahme (ER, Fernsehserie, 5 Folgen)
- 2006: Numbers – Die Logik des Verbrechens (Numb3rs, Fernsehserie, Folge 3x03 Provenance)
- 2007: Die Ermordung des Jesse James durch den Feigling Robert Ford (The Assassination of Jesse James by the Coward Robert Ford)
- 2007: John from Cincinnati (Fernsehserie, 8 Folgen)
- 2007–2009: Life (Fernsehserie, 3 Folgen)
- 2007: No Country for Old Men
- 2008: Pretty Bird
- 2008–2009: Terminator: The Sarah Connor Chronicles (Fernsehserie, 18 Folgen)
- 2009: Criminal Minds (Fernsehserie, Folge 4x25 To Hell… And Back)
- 2009: The Last House on the Left
- 2009: The Road
- 2009: Lie to Me (Fernsehserie, Folge 2x04 Honey)
- 2010: Burn Notice (Fernsehserie, 2 Folgen)
- 2010: Burning Bright – Tödliche Gefahr (Burning Bright)
- 2010: Winter’s Bone
- 2010–2014: Raising Hope (Fernsehserie, 88 Folgen)
- 2011: Alphas (Fernsehserie, 1 Folge)
- 2011: Oliver Sherman
- 2012: Killing Them Softly
- 2012: Looper
- 2013: Houston
- 2013: 12 Years a Slave
- 2014: The Scribbler – Unzip Your Head (The Scribbler)
- 2014: Elementary (Fernsehserie, Folge 2x20 No Lack of Void)
- 2014–2017: Hand of God (Fernsehserie, 20 Folgen)
- 2015: Justified (Fernsehserie, 8 Folgen)
- 2015: Brooklyn Nine-Nine (Fernsehserie, Folge 2x21 Det. Dave Majors)
- 2015–2017: The Mindy Project (Fernsehserie, 38 Folgen)
- 2016: Come and Find Me
- 2017: Blindspot (Fernsehserie, Folge 2x18)[1]
- 2017–2018: The Gifted (Fernsehserie, 9 Folgen)
- 2018–2021: Fear the Walking Dead (Fernsehserie, 41 Folgen)
- 2018: Widows – Tödliche Witwen (Widows)
- 2018: Braven
- 2019: Deadwood: The Movie (Fernsehfilm)
- 2020: Sergio
- 2021: Army of the Dead
- 2022: Ambulance
- 2022: Der Gesang der Flusskrebse (Where the Crawdads Sing)
- 2022: Sprung (Fernsehserie)
- 2022: Blond (Blonde)
- 2022: Dead to Me (Fernsehserie, 4 Folgen)
- 2023: The Dead Don’t Hurt
- 2023: Der Griff nach den Sternen (A Million Miles Away)
- 2024: Red Right Hand
- 2024: High Potential (Fernsehserie)